# نیکولاس ناکاس
نیکولاس ناکاس (انگلیسی: Nikolaos Nakas؛ زادهٔ ۱۳ آوریل ۱۹۸۲) بازیکن فوتبال اهل آلمان است.
از باشگاه‌هایی که در آن بازی کرده‌است می‌توان به باشگاه فوتبال دارمشتات ۹۸، باشگاه فوتبال وهن ویسبادن، و باشگاه فوتبال اشتوتگارت اشاره کرد.